# Ваља Скрезиј (Прахова)
Ваља Скрезиј (рум. Valea Screzii) насеље је у Румунији у округу Прахова у општини Посешти. Oпштина се налази на надморској висини од 534 m.

## Становништво
Према подацима из 2002. године у насељу је живело 333 становника, од којих су сви румунске националности.